# Figlio, figlio mio!
Figlio, figlio mio! (My Son, My Son!) è un film del 1940 diretto da Charles Vidor.

## Trama
Manchester, 1893: due amici, William Essex e Dermont O'Riorden, decidono di prendere strade diverse nella loro vita: il primo punta a diventare scrittore, il secondo diventa falegname. Per guadagnare qualcosa, William lavora nella panetteria gestita da Mr. Moscrop e dalla figlia Nellie, conosciuti dopo averli salvati da un atto di bullismo.
Dopo la morte del vecchio fornaio, William sposa Nellie e dal loro amore nasce un bambino; contemporaneamente Dermont sposa una ragazza di nome Sheila, che dà alla luce un figlio. La creazione di una famiglia diventa fonte di ispirazione per un libro di William che diventa uno scrittore di grande successo. Successivamente le due famiglie investono in un cottage estivo per stare insieme.
Mentre gli O'Riorden danno alla luce una seconda figlia, Maeve, il matrimonio tra William e Nellie entra in crisi, aggravata dal figlio Oliver, che ha un terribile carattere. Un giorno William va a lavorare in una miniera di carbone per cercare ispirazioni per le sue opere e in questa occasione conosce Livia Vaynol: tra loro s'instaura una relazione, ma intanto la moglie Nellie muore in un incidente.
William, nuovamente ispirato, scrive un'opera romantica per Maeve, che si è invaghita di lui, riscuotendo un grande successo. Alla prima sono presenti anche Livia e Oliver, innamorato di lei, scoprendo però che è il padre che amava: Maeve, sentendosi tradita, si lascia amare da Oliver.
Durante la prima guerra mondiale, Oliver e Rory partono per il fronte, lasciando sola Maeve, incinta di Oliver. William, dopo aver saputo della gravidanza, le propone di sposarsi con lui per salvare la sua reputazione, ma lei non accetta e successivamente tenta il suicidio. William scarica la colpa su Oliver e sembra adirato quando fa ritorno a casa con Rory che, dopo aver appreso della morte della sorella, vuole ucciderlo, ma William lo ferma. Oliver, sentendosi in colpa per tutti i dispiaceri provocati, decide di sacrificarsi in battaglia, onorato così di una Victoria Cross.

## Distribuzione
- 22 marzo 1940 negli Stati Uniti (My Son, My Son!)[2]
- 3 settembre in Svezia (Min son, min son!)
- 17 ottobre in Portogallo (Meu Filho e Meu Rival)
- 16 maggio 1947 in Danimarca (Min søn, min søn)
- 3 novembre 1950 in Finlandia (Poikani!)
- 1951 nella Germania Ovest (Die Irrwege des Oliver Essex)

## Riconoscimenti
- 1940 - Premio Oscar
  - Candidatura al premio per la migliore scenografia